# Massa equatorial atlântica

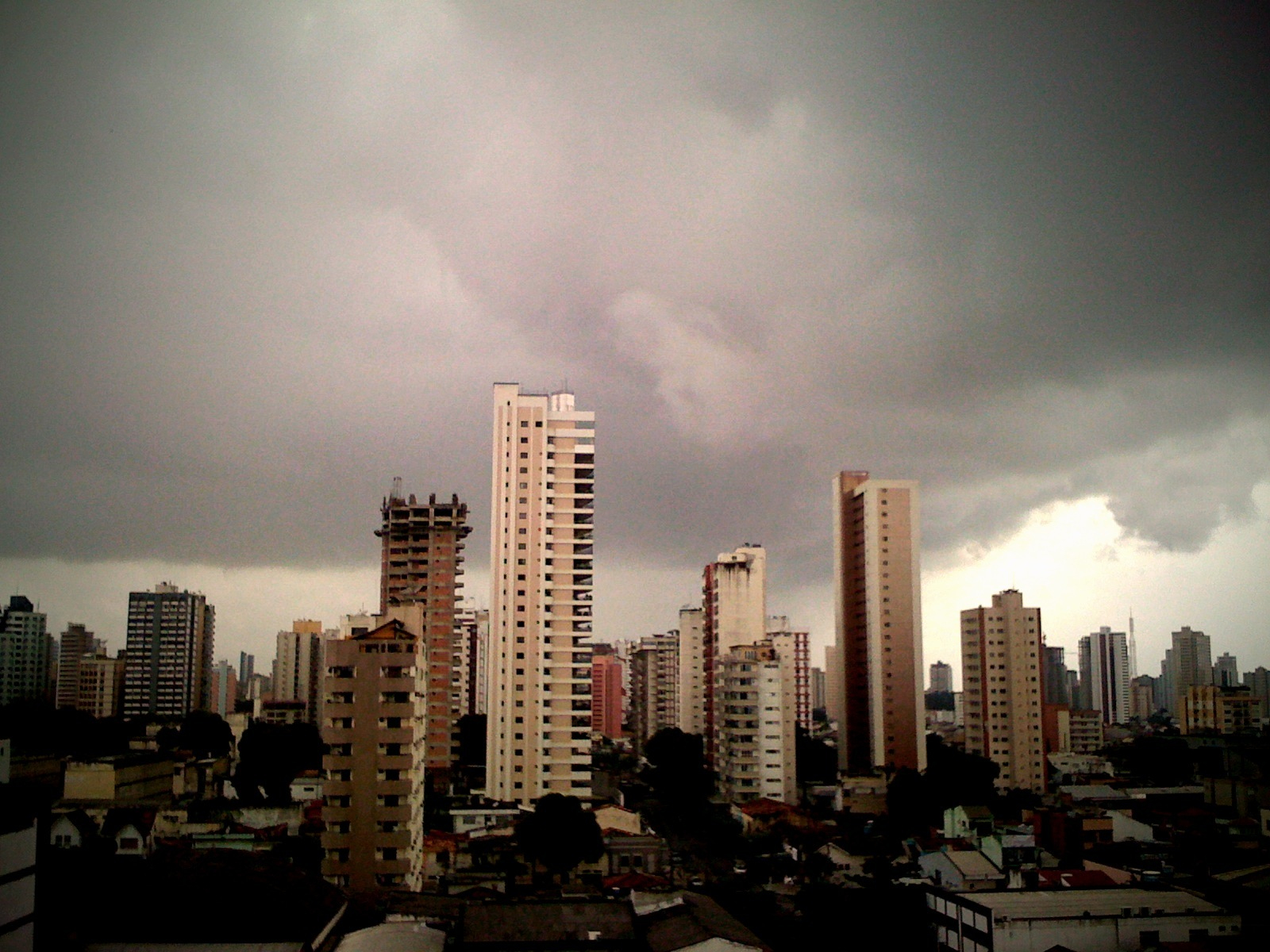
Evento de precipitação se aproximando de Belém do Pará, cuja ocorrência nessa região é favorecida pela atuação da massa equatorial atlântica.

A massa equatorial atlântica (mEa) é uma massa de ar quente e úmida que nasce no Atlântico Norte próximo ao Arquipélago dos Açores. Forma os ventos alísios do nordeste no Brasil (sopram do Trópico de Câncer em direção ao Equador) e atinge o litoral do Norte e Nordeste, principalmente durante o verão e causa chuva de relevo no Litoral do Nordeste. Conforme avança pelo interior do país, essa massa de ar vai perdendo a umidade. No inverno do Hemisfério Sul, retorna ao Hemisfério Norte. 